# Saint-Arey
Saint-Arey ist eine französische Gemeinde mit 73 Einwohnern (Stand: 1. Januar 2022) im Département Isère in der Region Auvergne-Rhône-Alpes (vor 2016 Rhône-Alpes). Sie gehört zum Arrondissement Grenoble und zum Kanton Matheysine-Trièves. Die Einwohner werden Saint-Aroys genannt.

## Geographie
Die Gemeinde Saint-Arey liegt etwa 25 Kilometer südsüdöstlich von Grenoble. Der Drac, der hier zum Lac de Monteynard-Avignonet (auch: Lac de Notre-Dame-de-Commiers) aufgestaut wird, begrenzt die Gemeinde im Süden. Umgeben wird Saint-Arey von den Nachbargemeinden Prunières im Norden und Osten, Cognet im Osten, Saint-Jean-d’Hérans im Süden sowie Mayres-Savel im Westen.

## Bevölkerungsentwicklung
| Jahr                       | 1962 | 1968 | 1975 | 1982 | 1990 | 1999 | 2006 | 2013 | 2021 |
| -------------------------- | ---- | ---- | ---- | ---- | ---- | ---- | ---- | ---- | ---- |
| Einwohner                  | 82   | 69   | 55   | 57   | 53   | 57   | 77   | 84   | 75   |
| Quellen: Cassini und INSEE |      |      |      |      |      |      |      |      |      |

## Sehenswürdigkeiten
- Kirche Saint-Jacques-et-Saint-Philippe aus dem 12. Jahrhundert

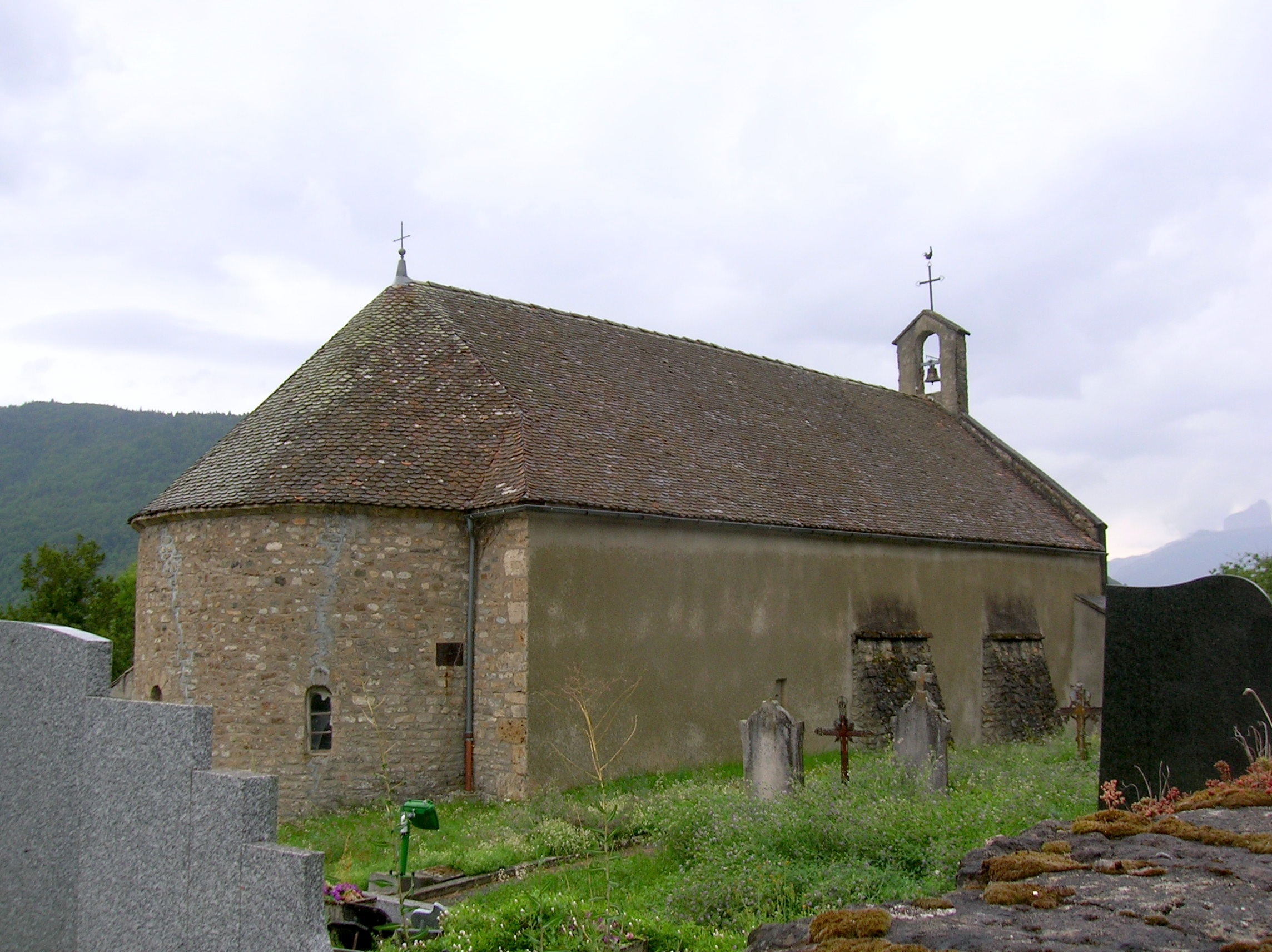
Kirche Saint-Jacques et Saint-Philippe
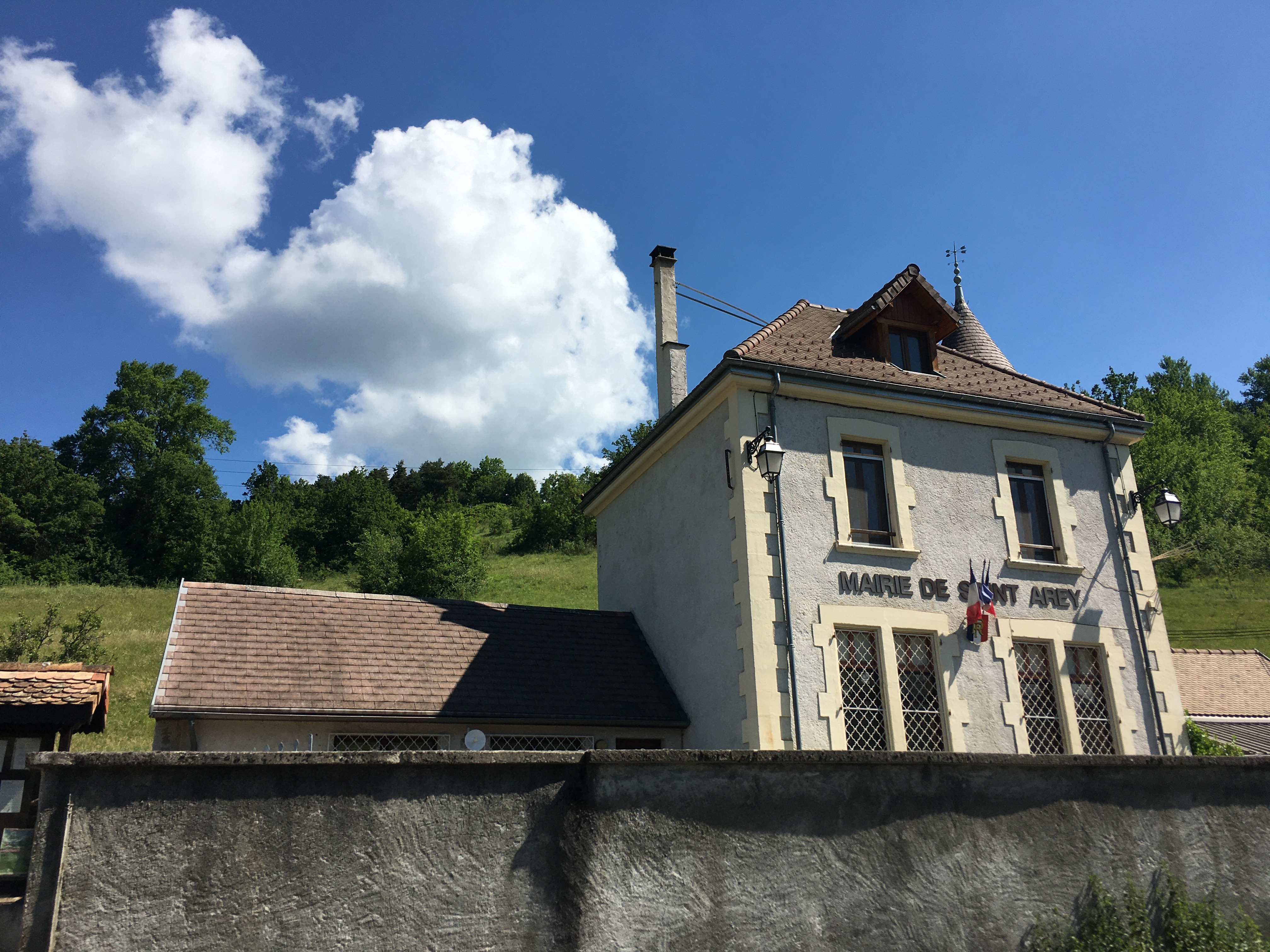
Rathaus (mairie)
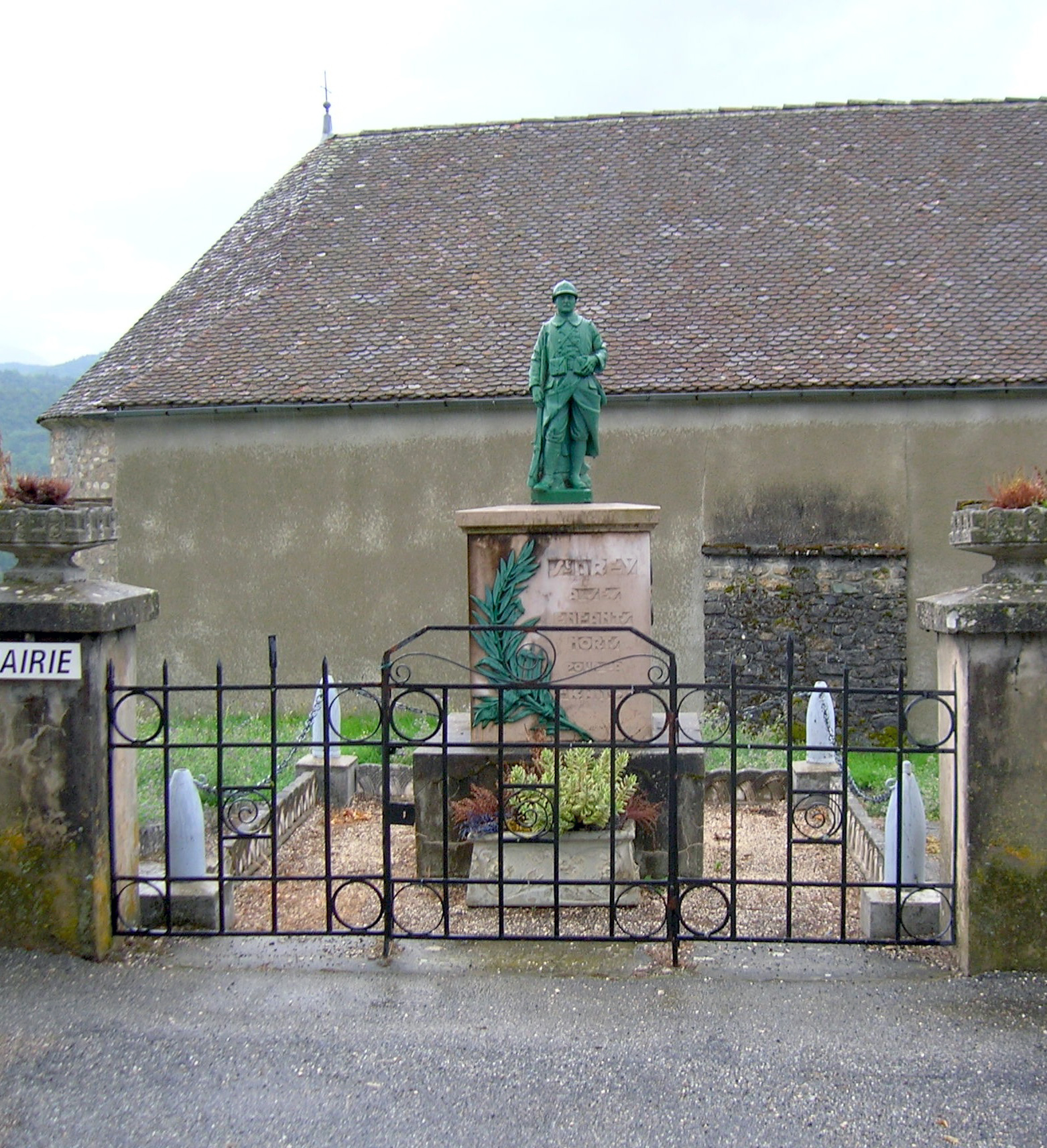
Gefallenendenkmal